# Helicoconis pseudolutea
Helicoconis pseudolutea là một loài côn trùng trong họ Coniopterygidae thuộc bộ Neuroptera. Loài này được Ohm miêu tả năm 1965.